# زددی‌اف‌نئو
زددی‌اف‌نئو (به انگلیسی: ZDFneo) یک شبکه تلویزیونی رایگان آلمانی است که برای مخاطبان ۲۵ تا ۴۹ ساله برنامه‌ریزی شده‌است تا مکمل کانال‌های اصلی و عمدتاً مسن‌ترِ پخش‌کنندگان عمومی زددی‌اف و داس ارسته باشد. این کانال در ۱ نوامبر ۲۰۰۹ جایگزین کانال مستند ZDFdokukanal شد.

## تاریخچه
قرار بود در ۱ اکتبر ۲۰۱۷، این شبکه یک طرح جدید برای پخش زنده و یک لوگوی پخش جدید دریافت کند؛ اما این تاریخ به ۲۶ سپتامبر ۲۰۱۷ موکول شد. لوگو و طرح پخش زنده توسط جولیا دیوید طراحی شده‌است.

## دسترسی
زددی‌اف‌نئو (به‌همراه بقیه زددی‌اف) از طریق تلویزیون دیجیتال زمینی DVT-T پخش می‌شود که در اکثر مناطق آلمان قابل دریافت است. همچنین از طریق شبکه‌های کابلی آلمان به صورت DVB-C و از ماهواره آستارا ۱اچ به صورت DVB-S پخش می‌شود.
از ۳۰ آوریل ۲۰۱۲، زددی‌اف‌نئو با کیفیت اچ‌دی (۷۲۰پی) پخش می‌شود. این کانال در ابتدا فقط با کیفیت ۵۷۶آی افزایش کیفیت داشت، زیرا زددی‌اف‌نئو در آن زمان پخش اچ‌دی نداشت. از اواسط ماه مهٔ ۲۰۱۵، این کانال با کیفیت اچ‌دی پخش می‌شود.